# Katarzyna Matuszak
Katarzyna Matuszak, właściwie Katarzyna Dorota Matuszak-Gołda – polska specjalistka w zakresie sztuk muzycznych, wokalistyki, dr hab. sztuk muzycznych, profesor nadzwyczajny Wydziału Edukacji Muzycznej Uniwersytetu Kazimierza Wielkiego w Bydgoszczy.

## Życiorys
Odbyła studia na Wydziale Wokalnym i Aktorskim Akademii Muzycznej im. Feliksa Nowowiejskiego w Bydgoszczy, natomiast 24 maja 2003 obroniła pracę doktorską, 15 stycznia 2014 habilitowała się na podstawie pracy zatytułowanej Muzyczna interpretacja poezji modernistycznej w pieśniach Henryka Melcera-Szczawińskiego.
Została zatrudniona na stanowisku adiunkta w Instytucie Edukacji Muzycznej na Uniwersytecie Kazimierza Wielkiego w Bydgoszczy, oraz profesora nadzwyczajnego  na Wydziale Edukacji Muzycznej Uniwersytetu Kazimierza Wielkiego w Bydgoszczy.

## Wyróżnienia
- Złoty medal za popularyzację muzyki ostatniego króla walca-Roberta Stolza[2]